# Фукер
Фукер (фр. Fouqueure) насеље је и општина у западној Француској у региону Поату-Шарант, у департману Шарант која припада префектури Ангулем.
По подацима из 2011. године у општини је живело 413 становника, а густина насељености је износила 25,14 становника/km². Општина се простире на површини од 16,43 km². Налази се на средњој надморској висини од 70 метара (максималној 123 m, а минималној 50 m).

## Демографија
| 1962. | 1968. | 1975. | 1982. | 1990. | 1999. | 2011. |
| ----- | ----- | ----- | ----- | ----- | ----- | ----- |
| 449   | 490   | 471   | 437   | 426   | 428   | 413   |

График промене броја становника у току последњих година